# 제29회 아카데미상
제29회 아카데미상은 1957년 3월 27일에 열린 시상식이다. LA RKO 팬타지스 극장에서 개최되었으며 사회자는 빈 베닝턴, 맥스 밀러이다.

## 후보 및 수상

### 작품상
- 80일간의 세계일주 - 마이클 토드 수상
- 우정어린 설득 - 윌리엄 와일러
- 자이언트 - 조지 스티븐스
- 왕과 나 - 찰스 브래킷
- 십계 - 세실 B. 데밀

### 남우주연상
- 왕과 나 - 율 브린너 수상
- 자이언트 - 제임스 딘
- 자이언트 - 록 허드슨
- 열정의 랩소디 - 커크 더글러스
- 리차드 3세 - 로렌스 올리비에

### 여우주연상
- 아나스타샤 - 잉그리드 버그만 수상
- 아기 인형 - 캐럴 베이커
- 나쁜 종자 - 낸시 켈리
- 레인메이커 - 캐서린 헵번
- 왕과 나 - 데보라 카

### 남우조연상
- 열정의 랩소디 - 앤서니 퀸 수상
- 버스 정류장 - 돈 머레이
- 볼드 앤 브레이브 - 미키 루니
- 우정어린 설득 - 안소니 퍼킨스
- 바람에 쓴 편지 - 로버트 스택

### 여우조연상
- 바람에 쓴 편지 - 도로시 말론 수상
- 나쁜 종자 - 패트리시아 맥코맥
- 아기 인형 - 밀드레드 더녹
- 나쁜 종자 - 에일린 헤커트
- 자이언트 - 멀시데스 맥캠브릿지

### 감독상
- 자이언트 - 조지 스티븐스 수상
- 80일간의 세계일주 - 마이클 앤더슨
- 우정어린 설득 - 윌리엄 와일러
- 왕과 나 - 월터 랭
- 전쟁과 평화 - 킹 비더

### 각본상
- 빨간 풍선 - Albert Lamorisse 수상

### 각색상
- 80일간의 세계일주 - 제임스 포 수상

### 촬영상
- 80일간의 세계일주 - Lionel Lindon 수상
- 상처 뿐인 영광 - 조셉 루텐버그 수상

### 편집상
- 80일간의 세계일주 - 진 루지에로 수상

### 미술상
- 왕과 나 - 라일 R. 휠러 수상
- 상처 뿐인 영광 - 세드릭 기븐스 수상

### 의상상
- 왕과 나 - 아이린 세러프 수상
- 솔리드 골드 캐딜락 - 진 루이스 수상

### 원작상
- 브레이브 원 - 달튼 트럼보 수상

### 음악상
- 왕과 나 - 알프레드 뉴먼 수상
- 80일간의 세계일주 - 빅터 영 수상

### 주제가상
- 나는 비밀을 알고 있다 - Jay Livingston 수상

### 음향믹싱상
- 왕과 나 - Faulkner Carl 수상

### 특수효과상
- 십계 - 존 P. 풀톤 수상

### 외국어영화상
- 길 - 페데리코 펠리니 수상

### 단편애니메이션상
- Mister Magoo's Puddle Jumper - Stephen Bosustow 수상

### 단편영화상
- The Bespoke Overcoat - George K. Arthur 수상
- Crashing the Water Barrier - Konstantin Kaiser 수상

### 장편다큐멘터리상
- Le Monde du silence - Jacques-Yves Cousteau 수상

### 단편다큐멘터리상
- The True Story of the Civil War - Louis Clyde Stoumen 수상

### 공로상
- Eddie Cantor 수상

### 진 허숄트 박애상
- Y. Frank Freeman 수상

### 어빙 탤버그 상
- 버디 애들러 수상

## 같이 보기
- 제14회 골든 글로브상
- 제10회 영국 아카데미 영화상